# La Prairie
La Prairie város az USA Illinois államában, Adams megyében. Lakosainak száma 42 fő (2020. április 1.).

## Népesség
A település népességének változása:

| 2010 | 47 |
| 2020 | 42 |